# 투나미
투나미(영어: Toonami)는 어덜트 스윔에서 심야에 방송되는 미국의 애니메이션 블록 편성대다. 주로 미국과 일본의 액션 애니메이션을 방송하며, 과거 카툰 네트워크에서 편성되었다. 이름의 어원은 카툰(cartoon)과 쓰나미(tsunami)를 합친 영어 혼성어로 애니메이션 프로그램이 몰려온다는 뜻을 함축한다. 이 블록 편성대는 제이슨 드마르코와 신 에이킨스가 기획했고, 윌리엄스 스트리트가 프로그램 편성을 맡고 있다.
투나미는 1997년 3월 17일 카툰 네트워크를 통해 첫 방송되어 2008년 9월 20일까지 방송되었다. 2012년 5월 26일, 어덜트 스윔을 통해 다시 선보인 투나미는 일요일 새벽에 배치되면서 성인 취향의 애니메이션으로 편성되고 있다.

## 역사
투나미는 카툰 네트워크에서 방송했던 블록 편성대 파워존(Power Zone)의 자리를 대신해 1997년 3월 17일 방송을 시작했다. 처음 투나미는 2시간 동안 평일 오후 시간대에 방송되었고 《스페이스 고스트 코스트 투 코스트》(Space Ghost Coast to Coast)의 등장인물인 몰타(Moltar)가 1999년 7월 9일까지 투나미 시간대를 진행했었다.
1999년 7월 10일 토요일, 카툰 네트워크는 〈Absolution〉이라는 환경과 새 진행자인 톰(T.O.M.)을 소개하는 등 투나미를 재단장시켰다. 또한 심야 시간대에도 방송되는 미드나잇 런(Midnight Run)은 2000년 3월까지 토요일 밤에 (방송법상으로는 일요일 오전) 5시간 동안 방송되었고, 2003년 1월까지는 평일 밤 1시간 동안 방송되었다.
2004년 4월 17일 토요일, 투나미는 평일 저녁에서 토요일 저녁으로 시간대를 옮겼고, 저녁 7시부터 4시간 동안 방송되었다. 2007년 10월 27일부터는 밤 9시부터 2시간만 방송되다가 2008년 9월 20일을 끝으로 투나미는 카툰 네트워크에서의 방송을 중단했다. 그러나 2012년 5월 26일부터 카툰 네트워크의 블록 편성 '어덜트 스윔'을 통해 재개하면서 현재까지 방송되고 있다.

## 온라인 동영상 서비스
2001년 3월 26일, 카툰 네트워크는 첫 번째 온라인 스트리밍 서비스인 투나미 리엑터(Toonami Reactor)를 선보였다. 3개월간 시범적으로 운영되었는데, 그 때 당시 송출된 프로그램은 TV서 방송되던 《드래곤볼 Z》와 《우주전함 야마토》였다. 2001년 11월 14일, 투나미 리엑터는 《우주전함 야마토》, 《기동경찰 패트레이버》, 《캡틴 하록》, 《로도스도 전기》 같은 자사 온라인 독점 프로그램과 게임 등의 서비스를 제공하기 시작했다. 2002년 여름부터는 어덜트 스윔의 관리 하에 《주간 소년 점프》와 합작하여 운영하기도 했다.
서비스를 운영한 지 5년이 조금 넘은 2006년 4월 25일 투나미 리엑터의 서비스가 종료되었다. 이후 카툰 네트워크가 비즈 미디어와 함께 '투니마 제트스트림'(Toonami Jetstream)을 운영하겠다고 밝혔고, 《히카루의 바둑》, 《메르헤븐》, 《아이실드 21》, 《테니스의 왕자》, 《키바》 등의 인터넷 웹캐스트 서비스도 시작했다.
투나미 제트스트림은 2006년 7월 17일 서비스를 개시하였다. 《나루토》, 《히카루의 바둑》, 《포켓몬스터》, 《블루 드래곤》, 《사무라이 잭》, 《스톰호크》 등이 방송되었다.